# ブンディブギョ県

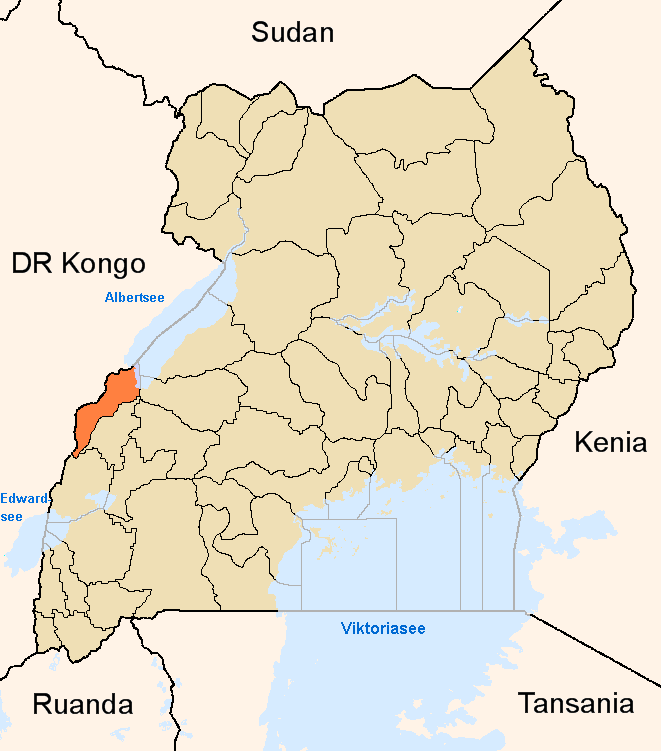
ブンディブギョ県と2001年から2005年の県境

ブンディブギョ県 (ブンディブギョけん、Bundibugyo District) はウガンダ西部トロ王国北西部の県。面積は 2,338 km²で、うち 570 km²は水域、1,243 km²はセムリキ国立公園及びルウェンゾリ山地国立公園の保護林、145 km²が動物保護区で、380 km²が農地である。北東にントロコ郡、南西にブワンバ郡が置かれ、ブワンバ郡の南部の3副郡は2001年にブゲンデラ郡として分割された。ントコロ郡に3、ブワンバ郡にブンディブギョTCを含め4、の計10副郡が置かれている。2002年の国勢調査人口は 209,978人で、ブワンバ郡はアンバ族及びブウィシ族、ブゲンデラ郡はコンジョ族、ントコロ郡はトロ系のトゥク族が主な住民である。知事に相当する第5地域議会 (LC5) 議長はバンバリラ・ジャクソン。

## 隣接する県
南東にカバロレ県、南にカセセ県、ントロコ郡の東はムウィタンジゲ（アルバート湖）で、ブニョロのキバレ県、ホイマ県と、北はセムリキ川が流れ、西はルウェンゾリ山地の北部を越えてコンゴ民主共和国のイトゥリ州及び北キヴ州と接する。